# Chandolas
Ne doit pas être confondu avec Chambonas.

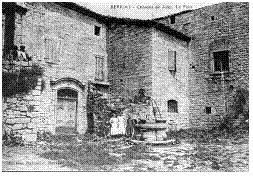
Vue ancienne de la commanderie de Jalès, une des mieux conservées en France (les bâtiments avaient été transformés en locaux agricoles, la chapelle servant d’écurie)

Chandolas [ʃɑ̃dɔlas] est une commune française, située dans le département de l'Ardèche en région Auvergne-Rhône-Alpes.
Ses habitants sont appelés les Chandolassiens.
La commune est constituée de trois agglomérations principales : Chandolas, Maisonneuve, Les Martins/Lengarnayre, chacune possédant sa propre originalité architecturale.
Préservée du tourisme de masse, Chandolas a un aspect méridional avec ses vieilles maisons et ses rues tortueuses.

## Géographie

### Situation et description
Chandolas est située dans une boucle en rive gauche de la rivière Chassezac, à 10 kilomètres à vol d'oiseau de Joyeuse, Ruoms, Vallon-Pont-d'Arc et Les Vans. La route entre Le Puy et Alès par Aubenas traverse la commune du nord au sud et franchit le Chassezac au pont de Maisonneuve.
La commune est principalement composée de trois bourgs possédant chacun leur propre originalité architecturale :  le bourg centre de Chandolas et Maisonneuve près du Chassezac et les Martins situé sur le plateau au nord-ouest.

### Communes limitrophes
Les communes limitrophes sont Les Assions, Beaulieu, Berrias-et-Casteljau, Grospierres, Lablachère et Saint-Alban-Auriolles.

### Géologie et relief
Le territoire de la commune est essentiellement constitué d'un plateau calcaire du Crétacé inférieur, principalement de l'étage Berriasien. Le nord de la commune, partie la plus élevée, est constitué de calcaires du Jurassique supérieur.  Les rives du Chassezac sont constituées d'alluvions sur une largeur pouvant dépasser 500 mètres.

### Climat
Pour des articles plus généraux, voir Climat d'Auvergne-Rhône-Alpes et Climat de l'Ardèche.
En 2010, le climat de la commune est de type climat méditerranéen franc, selon une étude du CNRS s'appuyant sur une série de données couvrant la période 1971-2000. En 2020, Météo-France publie une typologie des climats de la France métropolitaine dans laquelle la commune est exposée à un climat de montagne ou de marges de montagne et est dans la région climatique Provence, Languedoc-Roussillon, caractérisée par une pluviométrie faible en été, un très bon ensoleillement (2 600 h/an), un été chaud (21,5 °C), un air très sec en été, sec en toutes saisons, des vents forts (fréquence de 40 à 50 % de vents > 5 m/s) et peu de brouillards.
Pour la période 1971-2000, la température annuelle moyenne est de 13,5 °C, avec une amplitude thermique annuelle de 17,6 °C. Le cumul annuel moyen de précipitations est de 985 mm, avec 7,3 jours de précipitations en janvier et 3,8 jours en juillet. Pour la période 1991-2020, la température moyenne annuelle observée sur la station météorologique de Météo-France la plus proche, sur la commune de Grospierres à 3 km à vol d'oiseau, est de 13,9 °C et le cumul annuel moyen de précipitations est de 1 094,7 mm,. Pour l'avenir, les paramètres climatiques de la commune estimés pour 2050 selon différents scénarios d'émission de gaz à effet de serre sont consultables sur un site dédié publié par Météo-France en novembre 2022.

### Hydrographie
Le territoire communal est longé par le Chassezac, un des principaux affluents de l'Ardèche, d'une longueur de 84,6 kilomètres et qui lui apporte ses eaux en rive droite.

### Voies de communication
La route départementale 104 (D 104) relie le bourg central à la ville de Joyeuse à Alès et Nîmes.

## Urbanisme

### Typologie
Au 1er janvier 2024, Chandolas est catégorisée commune rurale à habitat dispersé, selon la nouvelle grille communale de densité à 7 niveaux définie par l'Insee en 2022.
Elle est située hors unité urbaine et hors attraction des villes,.

### Occupation des sols
L'occupation des sols de la commune, telle qu'elle ressort de la base de données européenne d’occupation biophysique des sols Corine Land Cover (CLC), est marquée par l'importance des forêts et milieux semi-naturels (75,4 % en 2018), en diminution par rapport à 1990 (76,4 %). La répartition détaillée en 2018 est la suivante : 
milieux à végétation arbustive et/ou herbacée (66,8 %), zones agricoles hétérogènes (18,4 %), forêts (8,6 %), zones urbanisées (6,2 %).
L'évolution de l’occupation des sols de la commune et de ses infrastructures peut être observée sur les différentes représentations cartographiques du territoire : la carte de Cassini (XVIIIe siècle), la carte d'état-major (1820-1866) et les cartes ou photos aériennes de l'IGN pour la période actuelle (1950 à aujourd'hui).

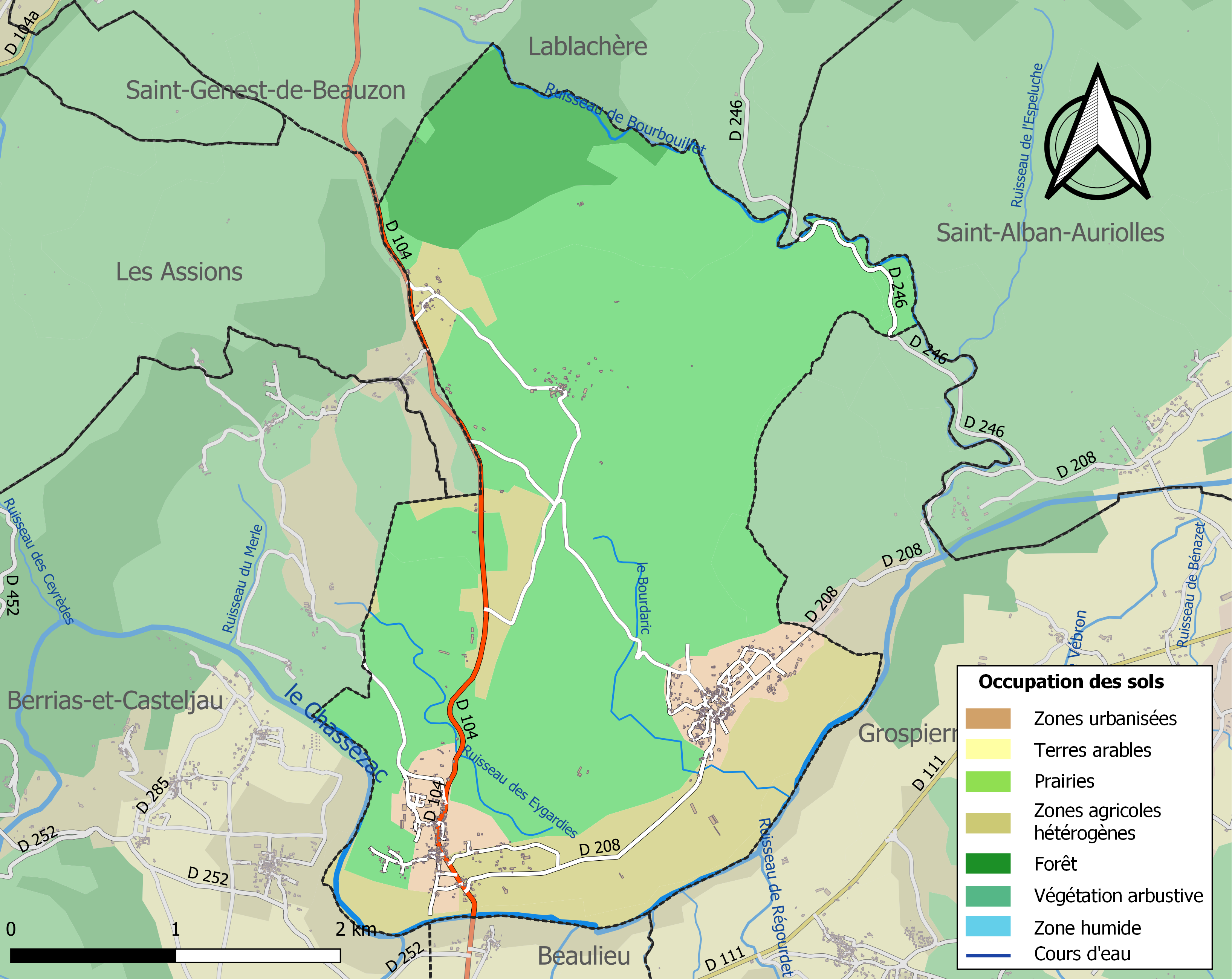
Carte des infrastructures et de l'occupation des sols de la commune en 2018 (CLC).

### Lieux-dits, hameaux et écarts
- Les Martins ;
- Lengarnayre ;

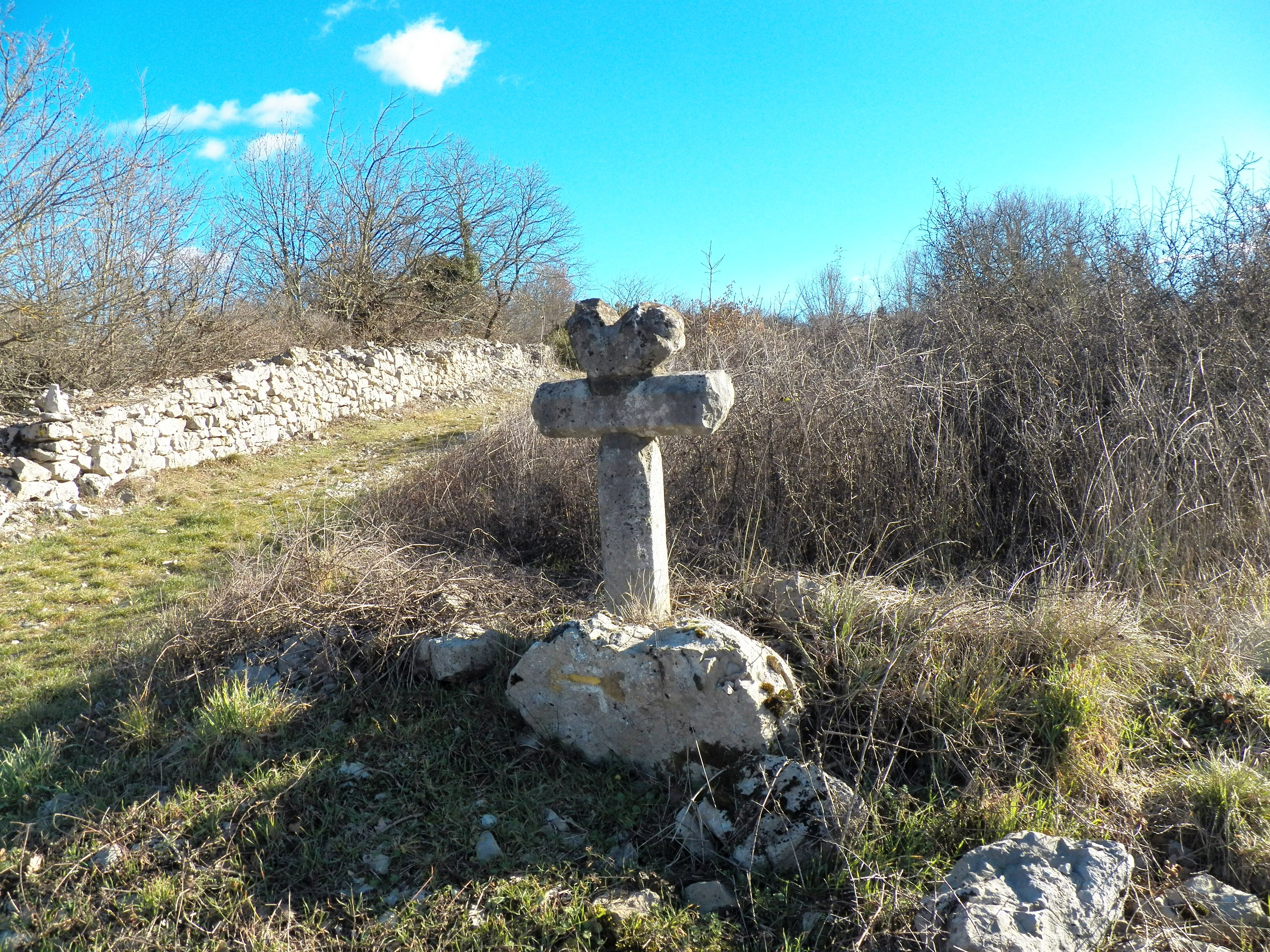
Croix de chemin.

- Maisonneuve, ancienne paroisse connue au Moyen Âge sous le nom d'Avonas puis Maisonneuve d'Avonas ;
- La Vignasse ;
- Les Raynauds ;
- La Roche ;
- Le Chaussier ;
- Le Serre.

## Toponymie
Attestée sous les formes Scondolatis au Xe siècle, Scondalacio au XIVe siècle, Eschandolas en 1573, Chandollas en 1655 (Toponymie générale de la France d'Ernest Négre).[réf. incomplète].

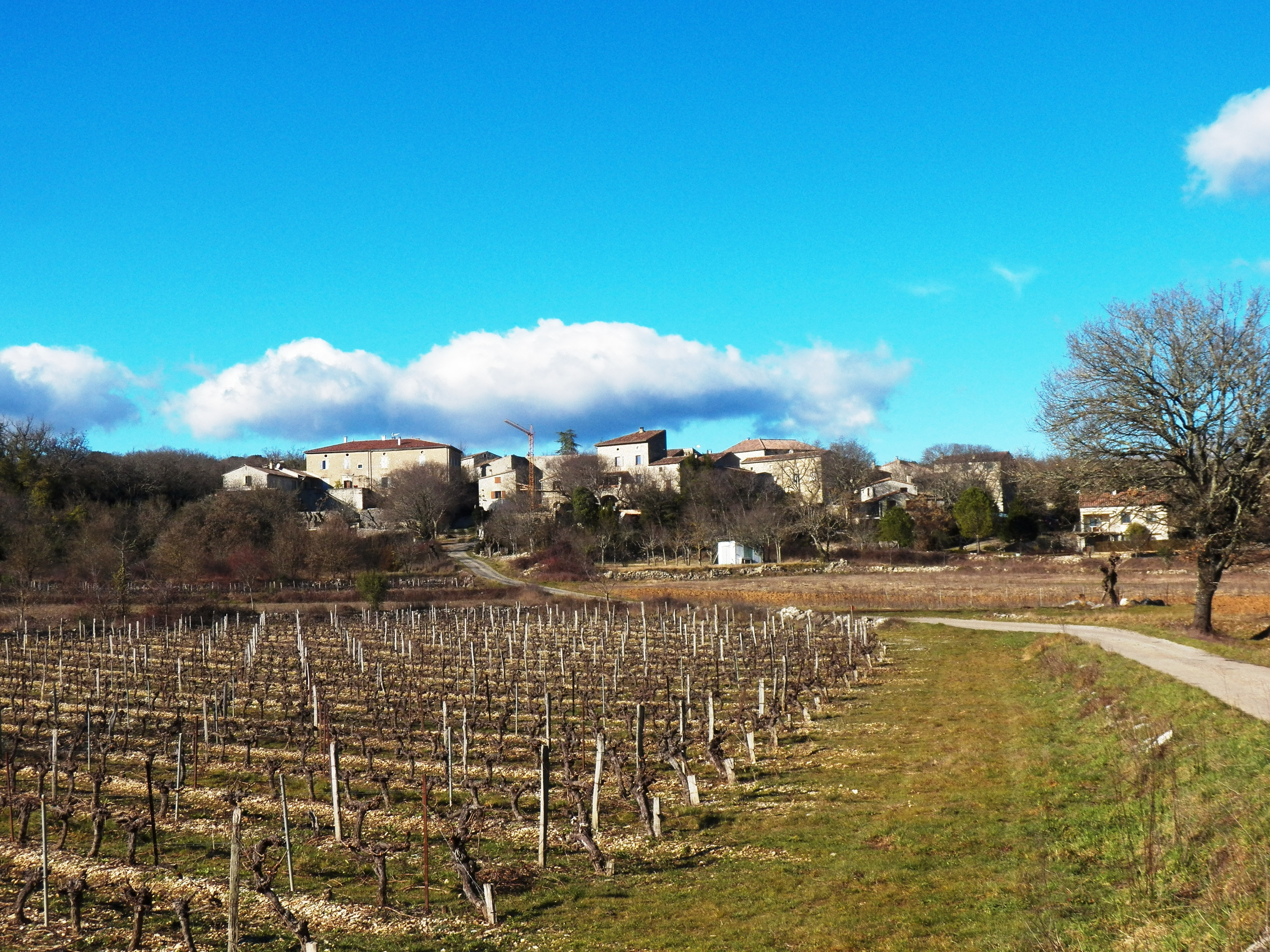
Hameau des Martins : vue du hameau situé dans la commune de Chandolas.

## Histoire
L’histoire de la petite communauté est marquée par le partage entre deux localités principales, à la fois unies et rivales, constituant deux paroisses : Chandolas et Maisonneuve. (la commune aurait donc pu s'appeler Chandolas les deux églises), ainsi que par l’ingratitude des sols pierreux, à l’origine du surnom des habitants (gratte lauzasses, en français gratte cailloux) qui fait oublier une petite plaine très fertile et les superbes falaises du Chassezac.
La présence humaine a laissé des traces depuis le Néolithique, avec des traces de grottes habitées; de nombreux dolmens dispersés dans les garrigues sont les témoins des époques reculées.
Les Gaulois font leur apparition avec la tribu celte des Volques Arécomiques venus de Gaule Belgique et dont la capitale est Nîmes. Les Romains ont laissé, avec le patois local (l’occitan) l’origine du nom venant peut-être de « gandola » déformé ensuite en eschandol/eschandolas ce qui aurait pu désigner les cultures en terrasse à présent envahies par une végétation sauvage. Dès cette époque Chandolas est rattaché à la région d’Uzès (l’Uzège) et tourne en fait, le dos au « Vivarais ». L’église catholique s’impose pour maintenir l’ordre face aux envahisseurs barbares des années « 500 ». L’église de Maisonneuve (qui s’appelait alors Saint Laurent d’Avonas) est présente au septième siècle. Celle de Chandolas sera construite plus tard, elle est présente au douzième siècle (on en voit des restes dans l’ancien bureau de poste). Chandolas aurait vu à l’époque un combat (sans doute des troupes de Pépin le Bref) contre les envahisseurs sarrasins.
Au Moyen Âge le seigneur du lieu sera le Commandeur de Jalès (où l’ordre des Hospitaliers –l’ordre de Malte- succédera à l’ordre du Temple). Le village de Chandolas est un poste frontière entre Vivarais et Uzège. Saint-Laurent-d’Avonas sera détruit par les routiers et reconstruit (d’où le nom de Maisonneuve). Pendant les guerres de Religion, l’église de Chandolas sera démolie par un raid des Protestants.
L’agriculture évolue et le XVIIIe siècle verra l’extension du mûrier et des arbres fruitiers en complément des céréales.
Le pont de Maisonneuve, inauguré en 1766, remplace un bac à traille sur la route d’Alès au Puy.
Sous Louis XV le seigneur sera le bailli de Suffren (il était si gros qu’il avait fallu lui aménager une table spéciale avec une échancrure pour sa bedaine).
Chandolas n’est pas à l’écart des soubresauts de la Révolution. Dès 1735, des habitants se distinguent dans une révolte contre les impôts et en 1783 la révolte des « masques armés » (qui venaient brûler les papiers et rançonner les hommes de loi) est à noter. Un des habitants de Chandolas finira Baron d’Empire (le baron Thoulouze) mais trouvera la mort à Smolensk.
En 1790, Chandolas quitte définitivement l’Uzège pour être rattaché au département des « sources de la Loire » qui deviendra l’Ardèche.
L’économie prospère avec l’essor des vers à soie malgré les premières menaces de la « mondialisation »;(concurrence des soies d’Orient après le percement du canal de Suez).
Deux églises nouvelles sont construites à Chandolas et à Maisonneuve (une troisième est même commencée à Pazanan). La route vers Ruoms est ouverte en 1850. Dans ces années là, la vie politique est marquée par des affrontements sans nuances entre « rouges » (républicains) et « blancs » (royalistes et cléricaux). La guerre de 1870 mobilise quelques habitants contre les « Prussiens » et ... contre l’intérieur (la commune de Paris). La guerre de 1914 avec sa saignée et l’exode des survivants, marque le début d’un long déclin.
À Maisonneuve la présence d’une route fréquentée favorise l’installation de commerces et d’industries (charronnage, puis automobiles). Un des habitants de Maisonneuve (Jules–Aimé Dalzon) est co-auteur d’un brevet améliorant l’artillerie (canon sans recul) qui sera, hélas, reproduit partout vu sa meurtrière efficacité.
Chandolas est une des premières communes rurales à s’équiper de l’eau courante en 1930.
La guerre de 40 est marquée par son lot d’escarmouches, avec une bataille rangée à Maisonneuve en 1944.
L’après-guerre voit une période de renouveau, avec la création de coopératives vinicoles dynamiques et l’essor de productions fruitières dans la plaine du Chassezac mise en culture, alors que sont abandonnées les cultures en terrasse.
Mécanisation et concurrence étrangère voient l’agriculture faire place aux activités de loisirs, sans pour l’instant subir les méfaits du tourisme de masse. Chandolas et Maisonneuve sont devenus des lieux de résidence de retraite ou de vacances, avec aussi l'arrivée de jeunes résidents fuyant les villes. Les municipalités s’efforcent de donner vie au tissu associatif local très varié (des boules à la lecture en passant par la chasse) et de désenclaver le village en l’intégrant à une communauté de communes « portes de la Cévennes », devenue entre-temps « Beaume-Drobie » (entité administrative qui fonctionne avec des hauts et des bas, il n’est pas facile de gérer les compromis avec des intérêts divergents entre communes de taille, d’économie et de profil d’habitants très divers, ce qui conduit à une difficulté à faire émerger un projet porteur et fédérateur…), ce qui consacre une fois de plus Chandolas comme un village de transition, un trait d’union le long de l’axe de communication constitué par la route d’Alès au Puy, entre la plaine (et le Languedoc) et la « montagne ».
De nouvelles entités ont poussé (pays...) pour créer des espaces de projet dans le cadre des régions.
Pour le futur des réflexions sont toujours en cours sur les orientations à trouver et, en évitant des constructions touristico-concentrationnaires, essayer de gérer le compromis entre artisanat, industrie, évolution du parc immobilier et équipement associé.

## Politique et administration

### Liste des maires
| Période                                  | Période                   | Identité                           | Étiquette | Qualité                                                           |
| ---------------------------------------- | ------------------------- | ---------------------------------- | --------- | ----------------------------------------------------------------- |
| Les données manquantes sont à compléter. |                           |                                    |           |                                                                   |
| 1792                                     | 1795                      | Thoulouze Joseph Paul              |           |                                                                   |
| 1795                                     | 1800                      | Chamontin Louis                    |           |                                                                   |
| 1800                                     | 1815                      | Antoine Tournaire                  |           |                                                                   |
| 1815                                     | 1816                      | Jean Serre de Pazanan              |           |                                                                   |
| 1816                                     | 1820                      | Paul Joseph Thoulouze              |           |                                                                   |
| 1820                                     | 1830                      | Jean Serre de Pazanan (réélection) |           |                                                                   |
| 1830                                     | 1857                      | Jean Louis Thibon, fils            |           |                                                                   |
| 1857                                     | 1870                      | Isidore Thibon                     |           |                                                                   |
| 1870                                     | 1871                      | Émile Thibon                       |           |                                                                   |
| 1871                                     | 1911                      | Auguste Joseph Dalzon              |           |                                                                   |
| 1911                                     | 1929                      | Auguste Ernest Dalzon              |           |                                                                   |
| 1929                                     | 1959                      | Édouard Dalzon                     |           |                                                                   |
| 1959                                     | 1989                      | Roger Dupuy                        |           |                                                                   |
| 1989                                     | 2001                      | Bernard Chazalon                   |           |                                                                   |
| mars 2001                                | mars 2008                 | Michel Dayre                       |           |                                                                   |
| mars 2008                                | mai 2020                  | Alain Mahey                        | DVG       | Retraité de l'enseignement Président de la communauté de communes |
| mai 2020                                 | En cours (au 6 août 2020) | Jean-François Thibon               |           | Ingénieur - Entrepreneur                                          |

## Population et société

### Démographie
L'évolution du nombre d'habitants est connue à travers les recensements de la population effectués dans la commune depuis 1793. Pour les communes de moins de 10 000 habitants, une enquête de recensement portant sur toute la population est réalisée tous les cinq ans, les populations de référence des années intermédiaires étant quant à elles estimées par interpolation ou extrapolation. Pour la commune, le premier recensement exhaustif entrant dans le cadre du nouveau dispositif a été réalisé en 2008.

En 2022, la commune comptait 545 habitants, en évolution de +8,57 % par rapport à 2016 (Ardèche : +2,48 %, France hors Mayotte : +2,11 %).
| 1793 | 1800 | 1806 | 1821 | 1831 | 1836 | 1841 | 1846 | 1851  |
| ---- | ---- | ---- | ---- | ---- | ---- | ---- | ---- | ----- |
| 700  | 657  | 615  | 726  | 951  | 928  | 944  | 986  | 1 107 |

| 1856  | 1861  | 1866  | 1872  | 1876 | 1881 | 1886 | 1891 | 1896 |
| ----- | ----- | ----- | ----- | ---- | ---- | ---- | ---- | ---- |
| 1 053 | 1 057 | 1 035 | 1 004 | 881  | 811  | 793  | 783  | 748  |

| 1901 | 1906 | 1911 | 1921 | 1926 | 1931 | 1936 | 1946 | 1954 |
| ---- | ---- | ---- | ---- | ---- | ---- | ---- | ---- | ---- |
| 700  | 690  | 590  | 520  | 517  | 527  | 524  | 435  | 407  |

| 1962 | 1968 | 1975 | 1982 | 1990 | 1999 | 2006 | 2008 | 2013 |
| ---- | ---- | ---- | ---- | ---- | ---- | ---- | ---- | ---- |
| 407  | 411  | 394  | 383  | 366  | 342  | 426  | 450  | 487  |

| 2018 | 2022 | - | - | - | - | - | - | - |
| ---- | ---- | - | - | - | - | - | - | - |
| 510  | 545  | - | - | - | - | - | - | - |

### Enseignement
La commune est rattachée à l'académie de Grenoble.

### Médias
La commune est située dans la zone de distribution de deux organes locaux de la presse écrite :
- L'Hebdo de l'Ardèche

Il s'agit d'un journal hebdomadaire français basé à Valence et couvrant l'actualité de tout le département de l'Ardèche.
- Le Dauphiné libéré

Il s'agit d'un journal quotidien de la presse écrite française régionale distribué dans la plupart des départements de l'ancienne région Rhône-Alpes, notamment l'Ardèche. La commune est située dans la zone d'édition d'Aubenas et Privas-Vallée du Rhône.

## Culture locale et patrimoine

### Patrimoine religieux
- Deux églises du XIXe siècle avec croix et vestiges du cœur médiéval (campanile, chapelle, maison claustrale : ensemble Saint-Martin).
  - Église Saint-Laurent d'Avenas de Maisonneuve.
  - Église Saint-Martin de Chandolas.

### Lieux et monuments
- Monolithe du Ranc-Redon, vue splendide sur les gorges du Chassezac et quelques dolmens ;
- Maisons à architecture typique : des cœurs de villages préservés et homogènes, magnaneries ;
- Vestiges du village médiéval de Chandolas : chapelle Saint-Blaise et campanile XIIe siècle ;
- Murs en pierres sèches, terrasses, capitelles, grangettes de vigne ;
- Rivages du Chassezac ;
- Pont de Maisonneuve sur le Chassezac, construit en 1766, qui a remplacé un ancien bac ;
- Nombreuses croix ;
- Jardins clos[22] et économie de l'eau : puits, citernes, gours et manlèves ;
- Églises néo-gothiques de Chandolas, Maisonneuve ;
- Anciennes écoles à Chandolas et Maisonneuve ;
- Mairie-bibliothèque.

### Zones naturelles protégées
- Le Plateau des Gras et la Basse-vallée du Chassezac sont classés zones naturelles d'intérêt écologique, faunistique et floristique.

### Personnalités liées à la commune
- Alphonse Thibon, ancien homme politique conservateur.
- Jean-Joseph Thoulouze, avocat et conventionnel.
- Jean Martin Thoulouse, baron d'Empire, mort à Smolensk en 1812.
- Aimé Dalzon (Maisonneuve), inventeur équipement d'artillerie rapide.
- Jules Thibon, peintre.
- Alphonse Gurlhie (Artiste d'Art brut), né en 1862 à Chandolas et décédé en 1944 à Beauchastel (Ardèche) - Voir bibliographie et liens externes.

### Héraldique
|  | Chandolas possède des armoiries dont l'origine et le blasonnement exact ne sont pas disponibles. |